# Риве-д’Аркано
Риве-д'Аркано (итал. Rive d'Arcano) —  коммуна в Италии, располагается в регионе Фриули-Венеция-Джулия, в провинции Удине.
Население составляет 2446 человек (2008 г.), плотность населения составляет 104 чел./км². Занимает площадь 22 км². Почтовый индекс — 33030. Телефонный код — 0432.
Покровителем коммуны почитается святитель Мартин Турский, празднование 11 ноября.

## Демография
Динамика населения:

## Администрация коммуны
- Официальный сайт: http://www.comune.rivedarcano.ud.it/